# Sylvester Johannis Phrygius
Sylvester Johannis Phrygius, född 25 december 1572 i Kalmar, död 1628 i Göteborg, var en svensk skolman och präst. Phrygius var superintendent över Göteborgs stift 1620-1628 samt rektor.

## Biografi
Phrygius far uppges ha varit borgmästare i Kalmar. Sylvester Johannis Phrygius blev student vid Uppsala universitet 1593 och magister vid Leucorea i Wittenberg 1602. År 1603 blev han anställd som skolrektor i Linköping, och 1610 förordnades han till kyrkoherde i Skövde. Phrygius utnämndes 1612 till superintendent i hertig Johans furstendöme, över Kåkinds härad och till detta närliggande områden. Efter Johans död 1618 återföll furstendömet till kronan och Phrygius anställdes 1619 istället som kyrkoherde i Göteborg. Han utnämndes till kyrkoherde den 26 juli 1619, och fick konfirmationsbrev som kyrkoherde och superintendent över "de undersåtar, som tillförne i Nylödöse bott hava" den 26 april 1620. Han fick Fässbergs pastorat som annex och bosatte sig i Fässbergs prästgård. Ett år senare fick han fullmakt som den förste innehavaren av tjänsten som superintendent i Göteborg.
Phrygius var en av sin tids mest ansedda predikanter men också en framstående humanistisk latinpoet, vilket innebar att han under tiden i Tyskland fick hederstiteln "poeta laureatus cæsareus". Däremot ansågs hans svenska vers vara "klumpig". I en relativt stor produktion märks bland annat en översättning av berättelsen om Johan III:s dödskamp.
Phrygius hade relativt långtgående rättigheter som superintendent i Göteborg vilket närmaste biskopen (som fanns i Skara) var ganska irriterad över. Under Phrygius tid som superintendent fick invandrarna från Holland, Tyskland och Skottland kungens tillåtelse att bygga upp en reformert kyrka i Göteborg. Den lutherska Phrygius såg inte på detta med blida ögon men tvingades acceptera situationen.
Phrygius var gift med Christina, dotter till biskop Petrus Benedicti Oelandus i Linköping. Tillsammans fick de troligtvis sex barn, döttrarna Rebecka och Birgitta samt sönerna Johannes, Josef, Petrus och Sylvester Sylvestersson. Sedan Phrygius hade klagat över en långvarig sjukdom som hade "...slagit sig uti händer och fötter", reste han 1627 till Holland för att få läkarhjälp, men dog året därpå.